# Орден за храброст
Орден за храброст  (мкд. Орден за храброст; словен. Red za hrabrost) је био одликовање Социјалистичке Федеративне Републике Југославије, двадесет треће по редоследу важности.
Установио га је Врховни командант НОВ и ПОЈ Јосип Броз Тито, 15. августа 1943. године Указом о одликовањима у Народноослободилачкој војсци Југославије, заједно са Медаљом за храброст.
Орден за храброст се додељивао „припадницима оружаних снага СФРЈ који су у борби против непријатеља учинили дела у којима је дошла до снажног изражаја њихова лична храброст или који су се на бојном пољу посебно истакли личном храброшћу“.
Иако је било војно одликовање, додељивало се и цивилним лицима.
Према сачуваној документацији, од 7. септембра 1944. до 31. децембра 1985. године, држављанима Југославије и страним држављанима додељено је 120,636 Ордена за храброст. Њихов је број засигурно већи, јер је део наредаба о одликовању изгубљен за време рата.
Након распада СФР Југославије, 1992. године одликовање је престало да се додељује, а приликом доношења Закона о одликовањима СРЈ, 4. децембра 1998. године, по угледу на овај Орден установљен је нови Орден за храброст. Нови орден, који се додељивао у Савезној Републици Југославији, а касније и Државној заједници Србије и Црне Горе. И изгледом се такође разликовао од Ордена за храброст који се додјељивао у СФРЈ.